# Поруш-е-Бала
Поруш-е-Бала (перс. پروش بالا) — село в Ірані, у дегестані Отаквар, у бахші Отаквар, шагрестані Лянґаруд остану Ґілян. За даними перепису 2006 року, його населення становило 117 осіб, що проживали у складі 29 сімей.

## Клімат
Середня річна температура становить 14,57°C, середня максимальна – 28,19°C, а середня мінімальна – 0,70°C. Середня річна кількість опадів – 1057 мм.
| Клімат поселення                              | Клімат поселення | Клімат поселення | Клімат поселення | Клімат поселення | Клімат поселення | Клімат поселення | Клімат поселення | Клімат поселення | Клімат поселення | Клімат поселення | Клімат поселення | Клімат поселення | Клімат поселення |
| Показник                                      | Січ.             | Лют.             | Бер.             | Квіт.            | Трав.            | Черв.            | Лип.             | Серп.            | Вер.             | Жовт.            | Лист.            | Груд.            |                  |
| Середній максимум, °C                         | 10,24            | 10,48            | 12,14            | 17,54            | 21,54            | 25,87            | 28,19            | 28,06            | 24,67            | 21,15            | 16,87            | 12,42            |                  |
| Середня температура, °C                       | 5,46             | 5,70             | 7,37             | 12,76            | 16,76            | 21,08            | 23,90            | 23,76            | 20,38            | 16,87            | 12,58            | 8,15             |                  |
| Середній мінімум, °C                          | 0,70             | 0,94             | 2,58             | 7,99             | 11,98            | 16,31            | 19,62            | 19,48            | 16,10            | 12,58            | 8,30             | 3,86             |                  |
| Норма опадів, мм                              | 94               | 82               | 84               | 49               | 47               | 33               | 32               | 53               | 118              | 192              | 151              | 122              |                  |
| Середньомісячна швидкість вітру, м/с          | 2.31             | 2.44             | 2.50             | 2.44             | 2.30             | 2.30             | 2.60             | 2.24             | 2.02             | 2.14             | 2.06             | 2.07             |                  |
| Середньомісячна сонячна радіація, кДж/м²·день | 7102             | 9154             | 11168            | 15474            | 19432            | 21307            | 22015            | 18703            | 15143            | 10772            | 8654             | 6743             |                  |
| --------------------------------------------- | ---------------- | ---------------- | ---------------- | ---------------- | ---------------- | ---------------- | ---------------- | ---------------- | ---------------- | ---------------- | ---------------- | ---------------- | ---------------- |
| Джерело:                                      |                  |                  |                  |                  |                  |                  |                  |                  |                  |                  |                  |                  |                  |